# Чуркино (Орловская область)
Чуркино — деревня в Урицком районе Орловской области России.
Входит в состав Архангельского сельского поселения.

## География
Расположена юго-восточнее деревни Сенькино на правом берегу реки Орлица. На противоположном берегу реки находится деревня Грачёвка.
В Чуркино имеется одна улица — Речная, выходящая на просёлочную дорогу.

## Население
| 2010 |
| ---- |
| 19   |